# Málaga

Málaga kikötőváros Spanyolország Andalúzia autonóm közösségének déli részén, a Földközi-tenger partján. Az azonos nevű Málaga tartomány fővárosa és Andalúzia második legnagyobb városa. Costa del Sol, azaz a napos part központja és egyik kedvelt turistacélpontja, ami talán kiváló borainak, enyhe éghajlatának és sok napsütésének köszönhető. Tízéves koráig itt élt Picasso.
A 2007-es népszámlálási adatok szerint népessége 561 250 (a környező peremvárosokkal együtt több mint egymillió) fő. Ezzel Spanyolország ötödik legnagyobb városa.

## Zászlaja és címere
A málagai zászló alapszínei a zöld és a szederlila. A két színt középen egy függőleges vonal választja el. A bal oldalon a lila, a jobb oldalon a zöld szín található, középen a város címerével. A címer tartalmaz egy sziklára épült várat, alul egy kikötővel és a tenger kék és ezüst hullámaival. A címer jobb sarkában található két alak, akik a város védőszentjeit szimbolizálják: Szent Cyriacus és Szent Paula. Keretét íjak és nyílvesszők díszítik.

## Fekvése
Délen a Földközi-tenger által határolt azonos nevű tartomány fővárosát északról a Betikai-kordillerák hegység szegélyezi, melynek legmagasabb pontja a 3478 m magasan fekvő Mulhacén hegycsúcs. Két folyója a Guadalmedina – amelynek bal partján fekszik a történelmi városrész – és a Guadalhorce – amely a várostól nyugatra éri el a Földközi-tengert.

## Népessége
1887-ben 134 016, és még 1998-ban is csak 528 100 lakosa volt, ez 2018-ra 571 ezerre nőtt, közülük 527 ezer spanyol és 43 ezer külföldi állampolgár.
Az 1970-es évek óta főleg az itt lakó külföldiek száma nőtt jelentősen.
A város lakosságának változását az alábbi diagram mutatja:
| Lakosok száma | 534 207 | 547 731 | 561 250 | 568 305 | 567 433 | 566 913 | 569 002 | 574 654 | 579 076 | 591 637 |
|               | 2001    | 2004    | 2007    | 2009    | 2012    | 2014    | 2017    | 2019    | 2022    | 2024    |

## Éghajlata
A város éghajlata mediterrán, enyhe, csapadékos téllel és meleg, száraz nyárral. Az évi középhőmérséklet 19 °C. Az évi napfénytartam magas, 2 900 óra. Az átlag hőmérséklet augusztusban 26 °C.
| Hónap                                   | Jan. | Feb. | Már. | Ápr. | Máj. | Jún. | Júl. | Aug. | Szep. | Okt. | Nov. | Dec. | Év   |
| --------------------------------------- | ---- | ---- | ---- | ---- | ---- | ---- | ---- | ---- | ----- | ---- | ---- | ---- | ---- |
| Átlagos max. hőmérséklet (°C)           | 16,8 | 17,7 | 19,6 | 21,4 | 24,3 | 28,1 | 30,5 | 30,8 | 28,2  | 24,1 | 20,1 | 17,5 | 23,3 |
| Átlagos min. hőmérséklet (°C)           | 7,4  | 8,2  | 9,8  | 11,1 | 14,2 | 18,0 | 20,5 | 21,1 | 18,8  | 15,0 | 11,3 | 8,9  | 13,7 |
| Átl. csapadékmennyiség (mm)             | 69   | 60   | 52   | 44   | 20   | 6    | 0    | 6    | 20    | 57   | 101  | 100  | 535  |
| Havi napsütéses órák száma              | 181  | 180  | 222  | 244  | 292  | 329  | 347  | 316  | 255   | 215  | 172  | 160  | 2913 |
| Forrás: Agencia Estatal de Meteorología |      |      |      |      |      |      |      |      |       |      |      |      |      |

## Története

Hispánia 476-ban és az észak-afrikai vandál királyság alapítása

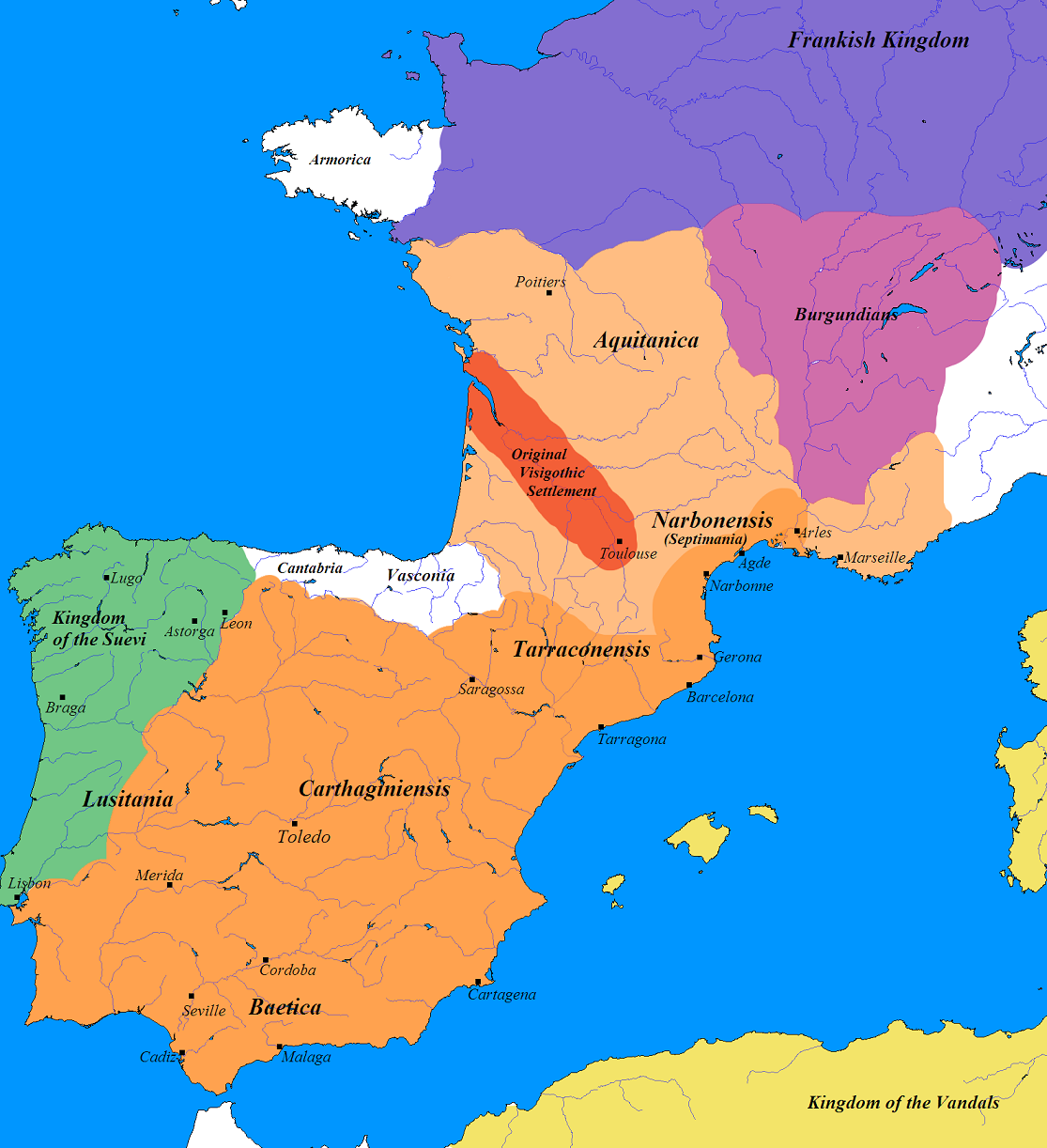
A Vizigót Királyság (narancssárga) i.sz. szerint 500 körül

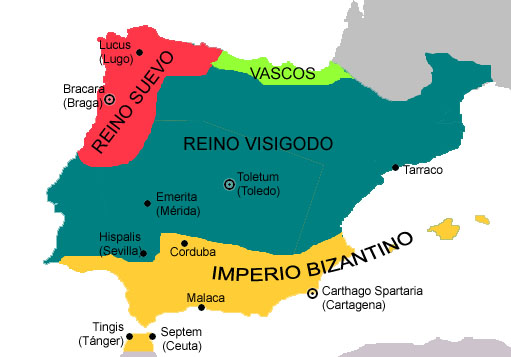
Hispánia 555–565 között

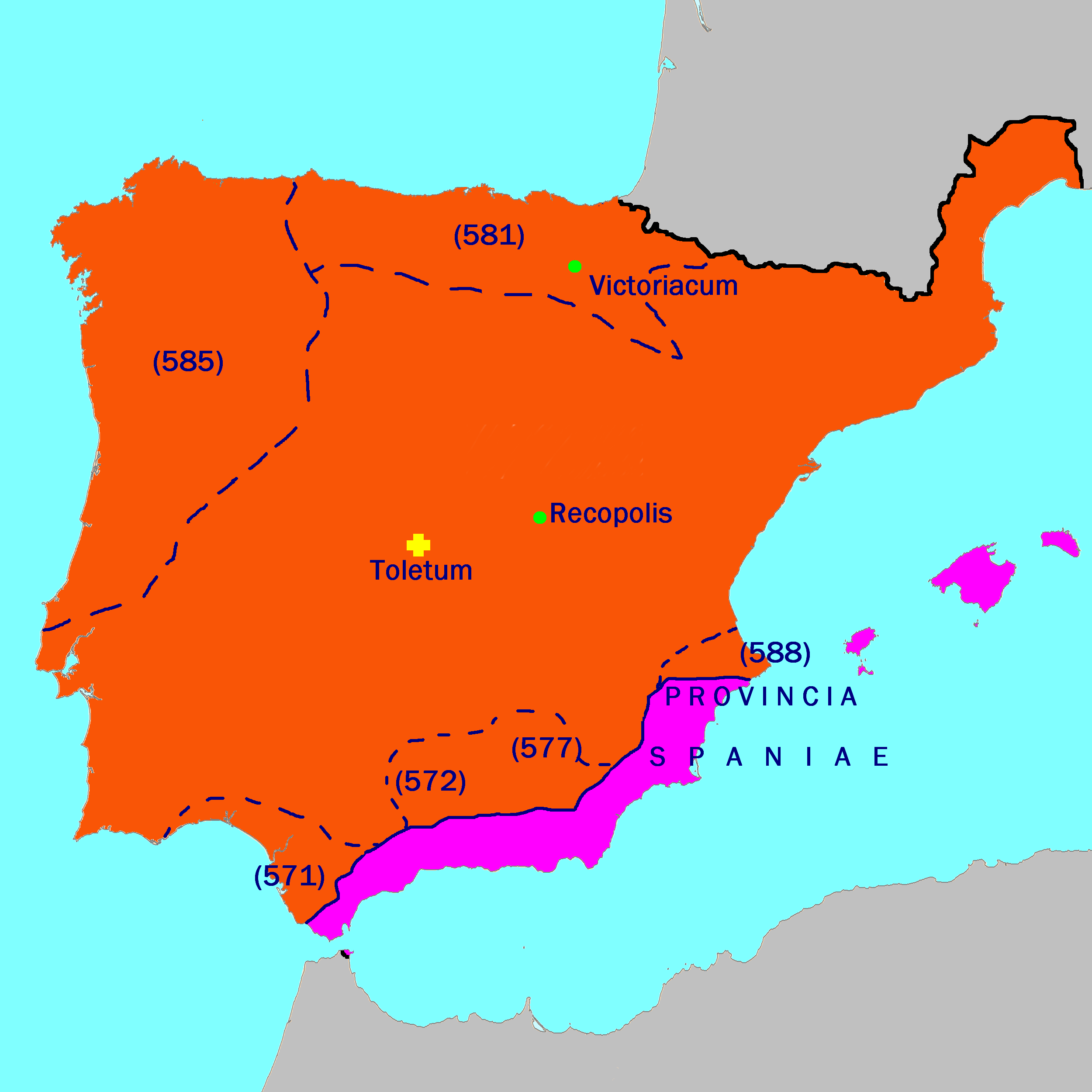
A Vizigót Királyság hódításai 570–588 között

A mai város területén i. e. 1000-ben a föníciaiak alapítottak települést Malaka néven, ezt az i.e. 6. században foglaltak el a punok. Később a rómaiak foglalták el a karthágóiaktól és municipiummá alakították. 411–429 között itt volt a silingi vandálok királysága, amit a Vizigót Királyság döntött meg. Ezután a vandálok Észak-Afrikában alapította államot, amit a Bizánci Birodalom zúzott szét 555-ben. A bizánciak egyúttal megszállták a félsziget déli partvidékét is, de uralmuk kérészéletűnek bizonyult; a vizigótok alig tíz év múlva kiszorították őket.
711-ben jutott arab kézre, és a Córdobai Kalifátus (előzőleg Córdobai Emírség) részeként fontos kereskedelmi központ lett. A város arab neve Mālaqah (مالقة) (azaz Só) lett, mivel a kikötőben halászott tengeri állatokat továbbszállításuk előtt sóval tartósították.
A várost 1487-ben foglalták el a spanyolok. Itt volt az 1505. és az 1568. évi moriszkó lázadás központja.
1812-ben a franciák kifosztották. A 19/20. század fordulóján fejlődött idegenforgalmi központtá.
Az 1936 és 1939 között dúló spanyol polgárháború bombázásai megkímélték.

## Gazdasága
Andalúzia egyik fő gazdasági és pénzügyi központja. A gazdasági tevékenységben a negyedik legfontosabb város az országban Madrid, Barcelona és Valencia után. Legfontosabb gazdasági ágazatok a turizmus, az építőipar, a technológiai szolgáltatások, de más szektorok, mint a szállítmányozás és a logisztika is virágzanak. 1992-ben adták át itt az Andalúziai technológiai parkot, amely számos IT, telekommunikációs cég helyi telephelyéül szolgál, mint az Oracle, Ericsson, IBM, TDK, Ciklum, CGI, Accenture és Huawei, ez ma a Malaga Valley nevű projekt gondozásában van, aminek célja, hogy Malaga még vonzóbbá váljon az IT szektor számára.
Itt kohósítják a közeli bányákban termelt vasércet. Kikötőjéből csővezeték szállítja az import kőolajat Puertollanoóba.
Ez Spanyolország egyik legmelegebb (az évi középhőmérséklet 19,5 °C) és leglátogatottabb üdülővárosa.
A környező, termékeny mezőgazdasági vidék feldolgozó és kereskedelmi központja, a Málaga és Sierra de Málaga borvidék központja. Jelentős a vegyipar, a textil- és az élelmiszeripar (gyümölcskonzerv, olívaolaj, halfeldolgozás). A térség szőlőjéből készül a híres és eredetvédett malaga bor.

## Közigazgatási felosztása

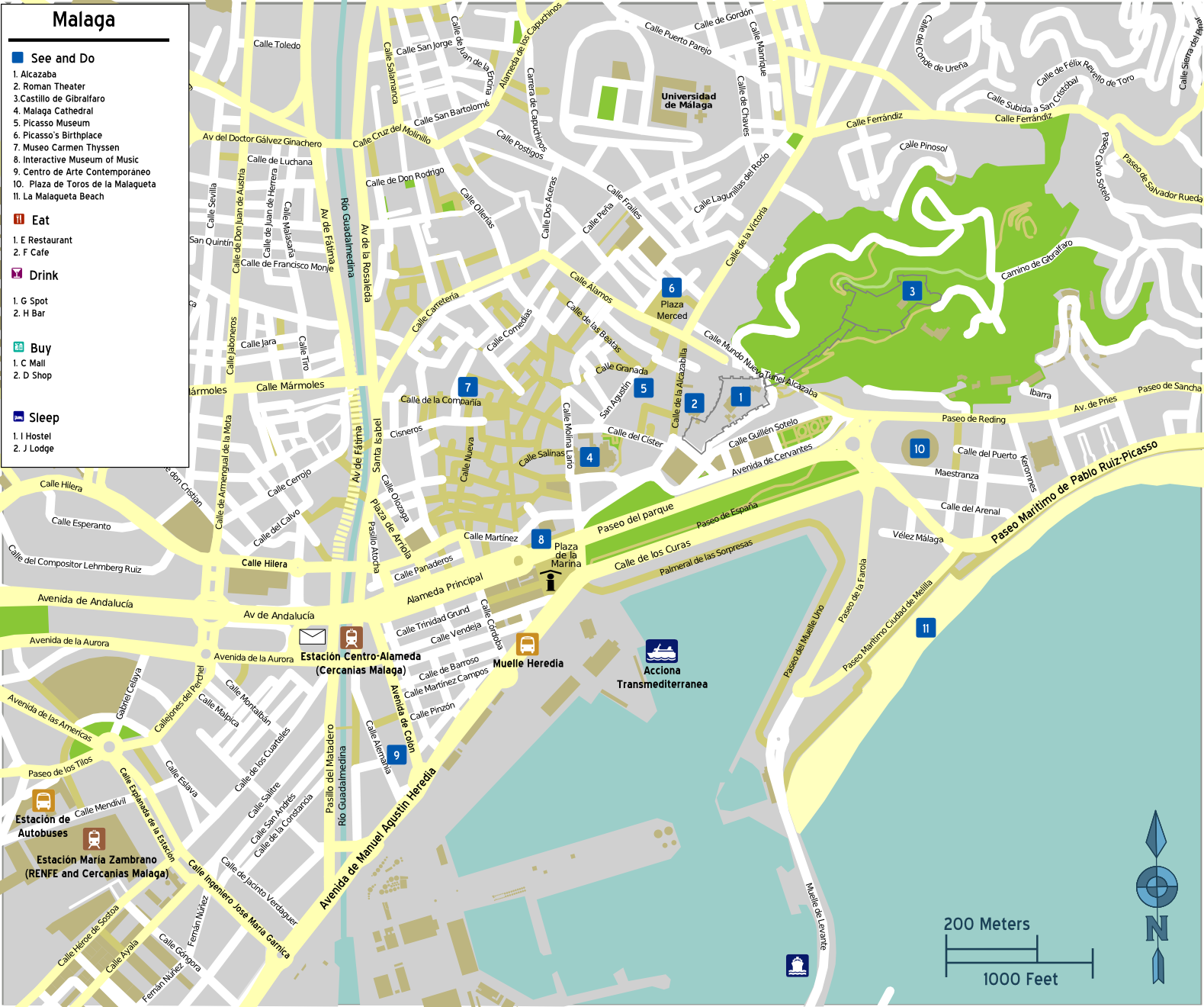
Málaga belvárosának térképe

A várost két, egyenlőtlen részre osztja a Guadalmedina folyó, amely itt torkollik a Földközi-tengerbe. A történelmi városrész a bal-, az ipari negyed a jobb parton terül el. Az Óvaros nagyobb részére az arab mintéra kialakult szűk és kanyagós utcák jellemzőek.
Málaga 11 közigazgatási területre oszlik.
| Nº | Kerület               | Nº | Kerület              | Térkép |
| -- | --------------------- | -- | -------------------- | ------ |
| 1  | Centro (Városközpont) | 7  | Carretera de Cádiz   |        |
| 2  | Este                  | 8  | Churriana            |        |
| 3  | Ciudad Jardín         | 9  | Campanillas          |        |
| 4  | Bailén-Miraflores     | 10 | Puerto de la Torre   |        |
| 5  | Palma-Palmilla        | 11 | Teatinos-Universidad |        |
| 6  | Cruz de Humilladero   |    |                      |        |

## Nevezetességei

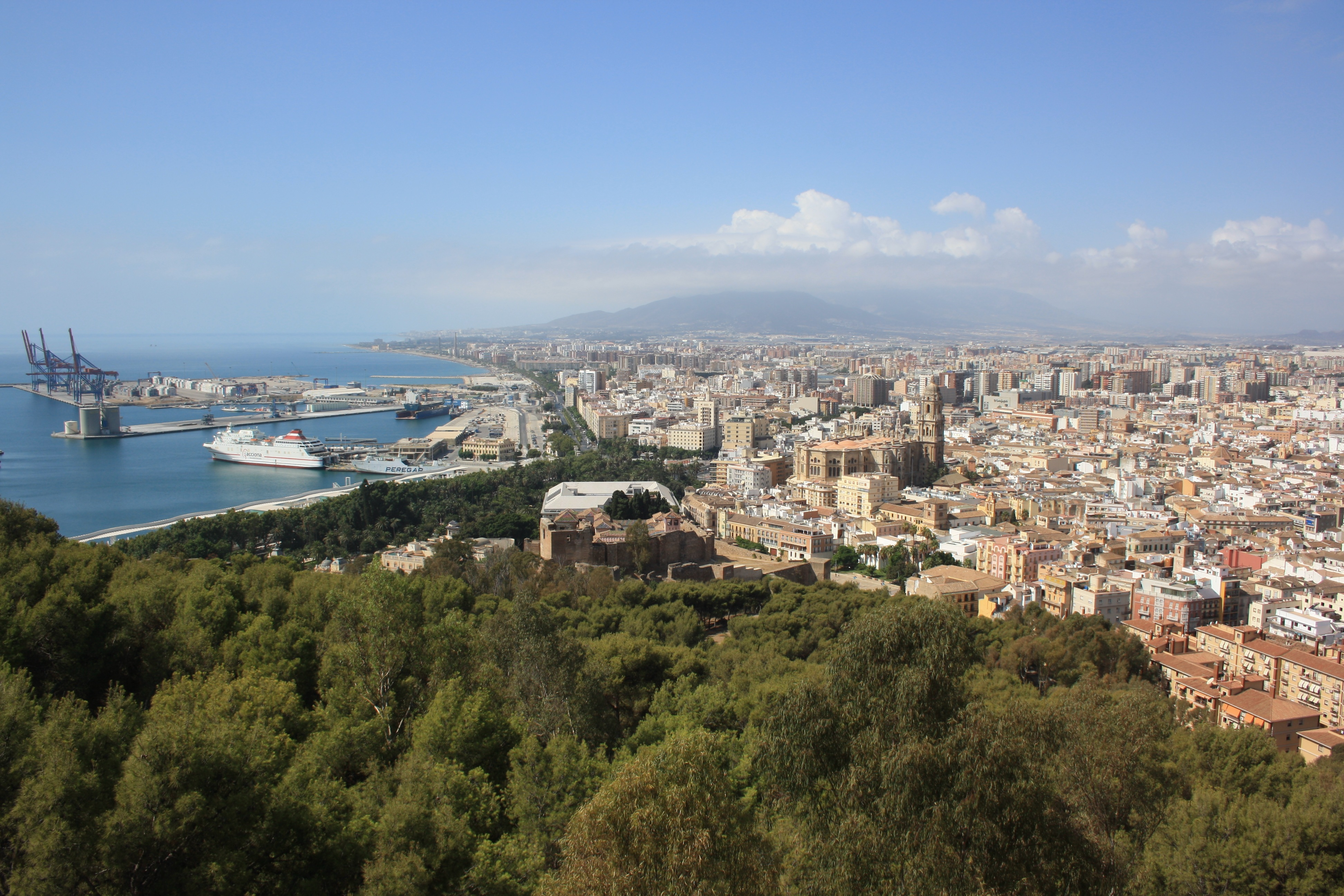
A belváros a kikötővel

### Alcazaba

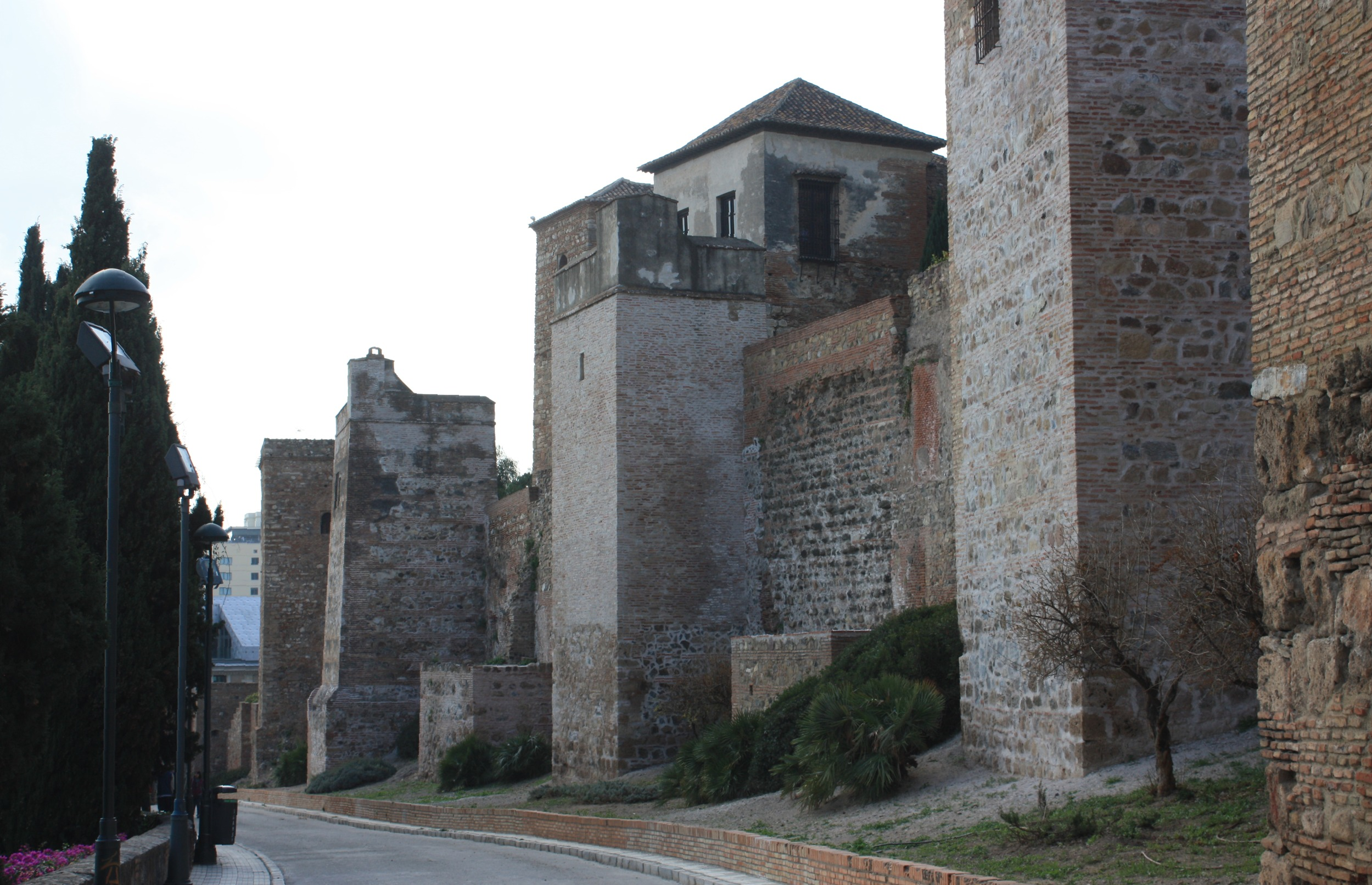
Az Alcazaba falai

A mór erődítmény a 8. században épült, bár számos része a 11. századból származtatható. A málagai Alcazaba a város kormányzóinak palotája volt. Ez Spanyolország legépebben megmaradt Alcazabája (mór erődje). Az erődítmény egykor több mint 100 toronyból és három palotából állt, amelyeket három fal védett, és közülük kettő máig áll. Az Alcazaba bejáratánál egy 2. századra datált római amfiteátrum maradványai találhatóak, amelynek néhány részét felhasználták az Alcazaba építéséhez.

### Gibralfaro vár

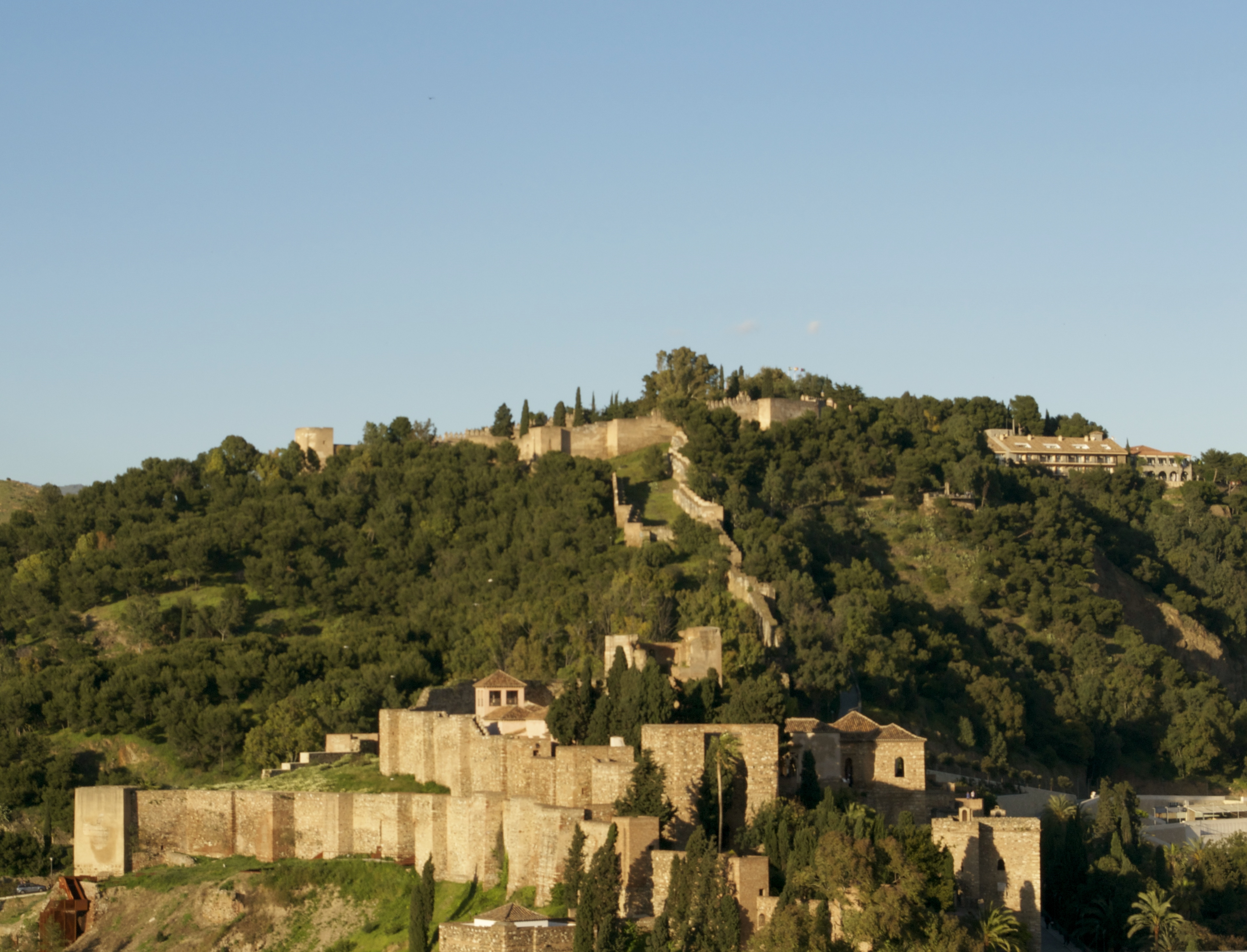
A Gibralfaro

Az Alcazaba fölött magasodó, 14. századi Gibralfaro várról csodálatos kilátás nyílik a bikaviadal arénájára, a kikötőre és a tengerre, másik oldalon pedig nézve a hegyekre. Eredetileg egy föníciai világítótorony volt, amit a mórok alaposan átépítettek (egyebek közt kazamata börtönökkel). A 14. században ostromolták meg a katolikus Uralkodók (Aragóniai Ferdinánd és Kasztíliai Izabella) — az erődöt végül az élelmiszerhiány (éhség) miatt kellett feladni.

### Catedral La Manquita

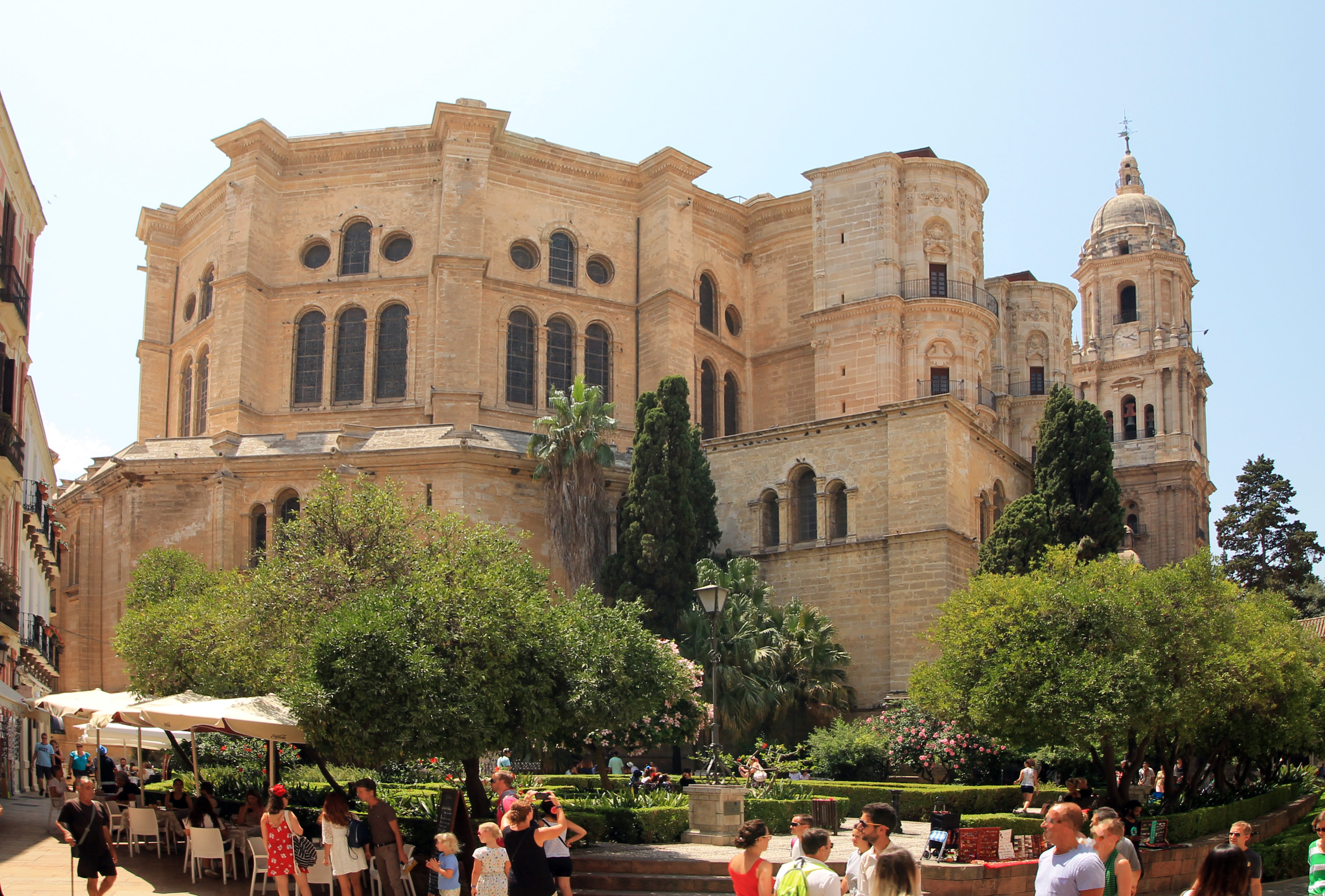
A katedrális

Az óvárosban álló, hatalmas, lenyűgözően szép katedrális Európa harmadik legnagyobb temploma. 1528-tól 1728-ig épült, és egyebek közt Murillo, Zurbarán és Goya képei díszíatik. A barcelonai La Sagrada Familiához hasonlóan a La Manquita is befejezetlen: két tornyot terveztek hozzá, de csak egy készült el. Erre utal a neve is, mely spanyolul egykezű hölgyet jelent. A megépült torony 98 m magas.

### Plaza de la Merced
Ezen a szép téren áll Picasso szülőháza. A (főleg éjszaka) igen hangulatos Plaza de la Merceden esténként fiatalok találkoznak és iszogatnak, mielőtt táncolni mennének. Sok nemzetiséggel lehet itt összefutni. A téren rengeteg remek kávézó, étterem és koktélbár van.

### Calle Larios
Málaga történelmi központjában van a város leghíresebb utcája, amely mindig tele van emberekkel, akik a számos étterem, kávézó és üzlet mellett haladnak el. A sétálóutca üzleteiben remek termékeket lehet vásárolni. Egy kávézóba beülve nézhetjük az elhaladó embereket, megízlelhetünk valamit a spanyol életstílusból.

### Atarazanas piac

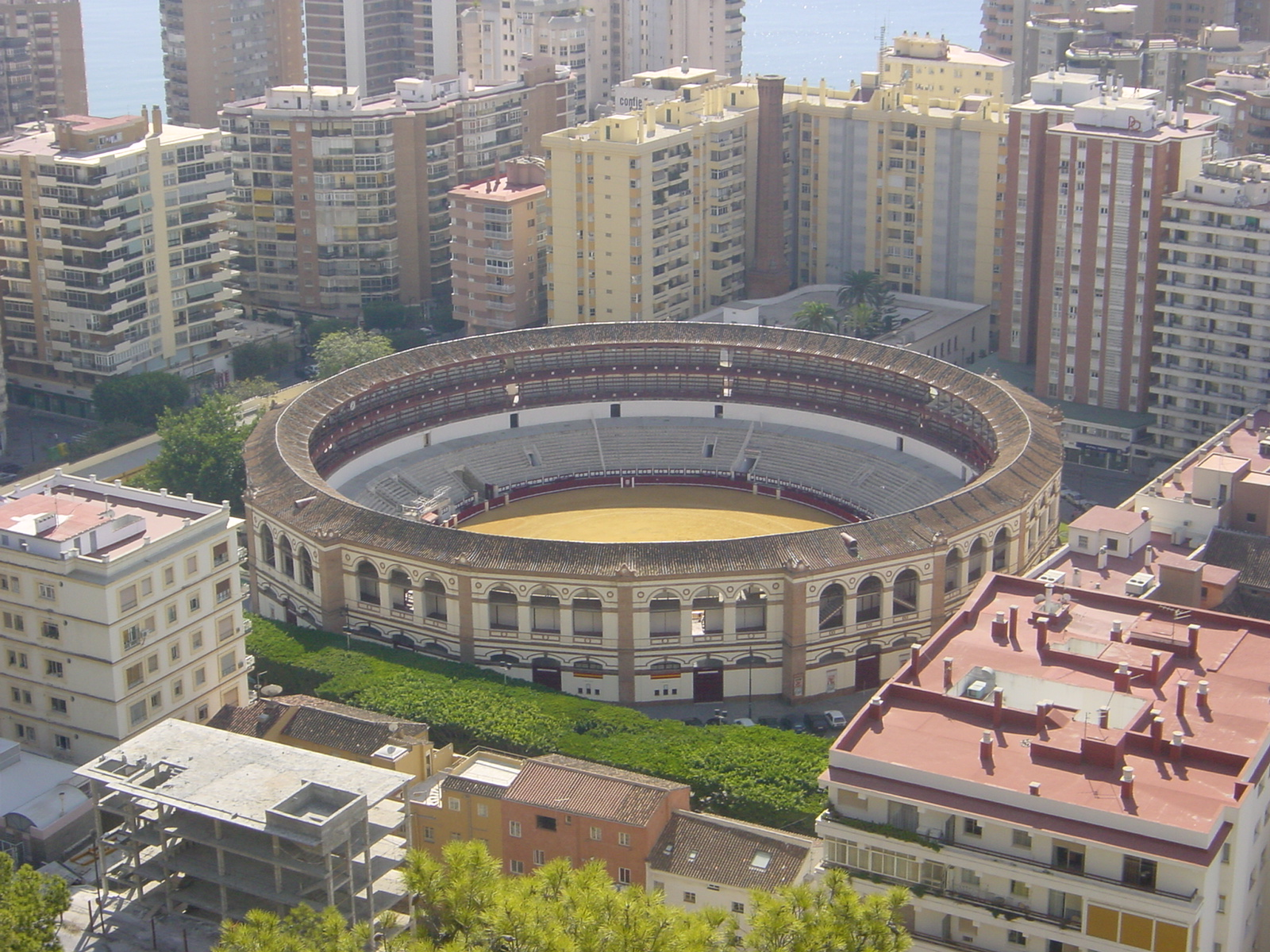
A bikaviadal-aréna madártávlatból

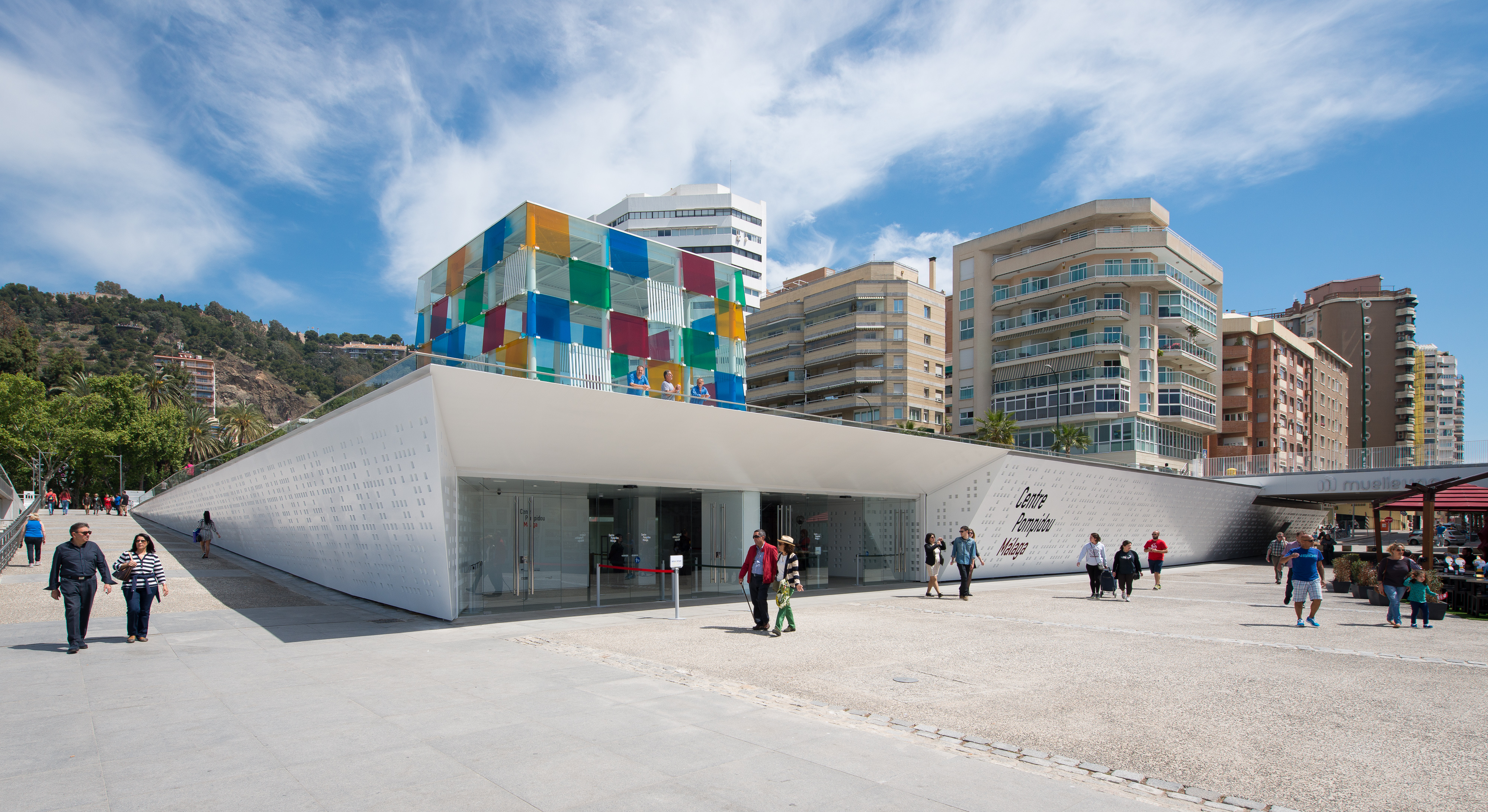
A Pompidou központ

A Mercado de Atarazanas  piac a folyó mellett, a főutcához közel található. Egész Andalúzia egyik legjobb piacán hal, hús, sajt, zöldség, és gyümölcs mindig frissen, a legjobb minőségben és a lehető legjobb árakon kapható. Mór eredetű épülete is figyelemre méltó.
Közelében csodálhatjuk meg az Atarazanas fegyvertár fehér márvány kapuját (Atarazanas kapu). A kapu a spanyol–arab építészet jelentős műemléke.

### Plaza de Toros, abikaviadalokarénája
A legnagyobb málagai bikaviadal-aréna 1874-ben épült, és 14 000 néző befogadására alkalmas. Madonna egyik videóklipjét is itt forgatták. A bikaviadalokat más spanyol városokhoz hasonlóan itt is vasárnap esténként tartják. Az arénában van egy múzeum is, ahol egy matador vezeti be az érdeklődőket a bikaviadalok világába.

### Tengerpart
Málaga strandjai rendkívül jól felszereltek, és mindenféle vízi sport kipróbálható rajtuk. A strandokat sokszor élő flamenco-zene teszi még jobbá, és tengerparti promenád köti őket össze. A több tucat strandból nehéz választani. Kavicsos-sziklás strandoktól a fehér vagy sötét homokos partokig, az elhagyatott strandoktól a zsúfoltakig minden megtalálható a városban, így mindenki az igényeinek megfelelő helyet választhatja. A város két fő strandja a híres La Malagueta, és a Pedregalejo (más néven Las Acacias). Az 1200 méter hosszú és 45 m széles La Malagueta-t rendkívül szeretik a helyiek. Sötétedés után a strand környékén beindul az éjszakai élet. A Pedregalejo szintén 1200 m hosszú, de szélessége csak 20 m.

### Egyéb látnivalók
- A Régészeti Múzeumot az Alcazaba erődben rendezték be.[3]
- a Szépművészeti Múzeumban egyebek közt El Greco, Pablo Picasso és Luis de Morales festményeit tekinthetjük meg;[3]
- Santiago-templomot (1490-ben) és a
- Victoria-templomot (1487-ben) a katolikus királyok alapították. A Victoria-templomban van Pedro da Mena híres festménye, a Fájdalmas Szűzanya (Mater Dolorosa)[3]
- Szent Szív templom (Iglesia del Sagrado Corazón)
- Szent Kereszt templom
- Néri Szent Fülöp-templom (San Felipe Neri)
- Szent vértanúk temploma (Iglesia de los Santos Mártires)
- Szent János-templom, a máltai lovagok temploma;[3]
- La Concepción botanikus és történelmi kert
- a Városháza a 20 század elején épült;[3]

- A pálmaliget és Muelle Uno, Málaga kikötője
- Szent György anglikán temető
- Szent Mihály-temető (San Miguel )
- Pedregalejo, a régi halásznegyed;
- Aduana — olasz klasszicista stílusban épült a 18-19. század fordulóján;[3]

## Közlekedése

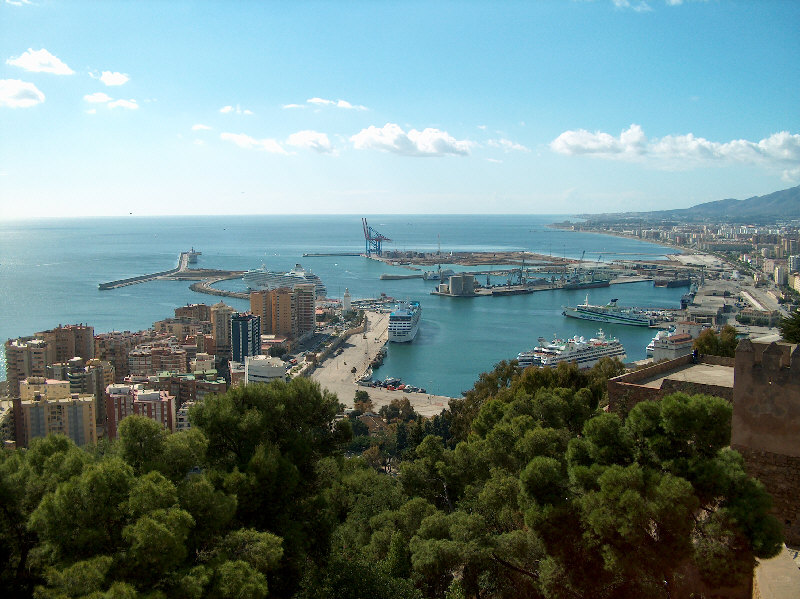
Málaga kikötője

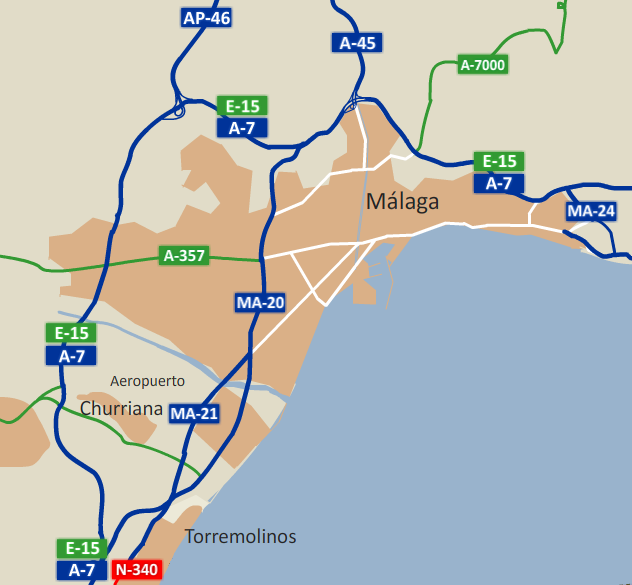
Főbb útvonalak

### Repülőtér
A város repülőtere a Málagai nemzetközi repülőtér, amely évente több mint 15 millió turistát fogad – ezzel Spanyolország harmadik legforgalmasabb nemzetközi repülőtere.

### Kikötők
A város tengeri kikötője legalább Kr.e. 600 óta folyamatosan működik. Ma a Földközi-tenger egyik legforgalmasabb kikötője, amely kereskedelmi- és személyszállító hajók, valamint kompok fogadására lett berendezkedve.

### Vasút
Vasúti pályaudvara a Málaga-Renfe, ahonnan vasúti járatok indulnak többek között Madridba.
- Madrid–Málaga nagysebességű vasútvonal

### Városi tömegközlekedés

#### Városi buszok
Az EMT – Empresa Malagueña de Transportes – által üzemeltetett buszjáratok a város legfőbb tömegközlekedési eszközei: 43 járatot üzemeltetnek és az Alameda Principal közelében van az egyik legfontosabb buszcsomópont.

#### Elővárosi és távolsági buszok
Málaga legnagyobb és legfontosabb buszpályaudvara a Paseo de los Tilos-on található, amely a Malaga-María Zambrano pályaudvar mellett található.

## Híres emberek
A városhoz köthető híres emberek:
- Salamon ibn Gabirol (1021–1058), filozófus és költő
- Ibn al-Baitar (1188–1248), botanikus és gyógyszerész
- Ruy López de Villalobos (1500–1544), felfedező
- Diego de Montemayor (1530–1611), a mexikói Monterrey alapítója és Nuevo León kormányzója
- Francisco de Leiva (1630–1676) dramaturg
- Luis de Unzaga (1721–1790), politikus
- Bernardo de Gálvez (1746–1786), Gálvez gróf és Galveston vikomt, katonai és gyarmati ügyintéző
- María Manuela Kirkpatrick (1794–1879), arisztokrata
- José de Salamanca (1811–1883), salamancai márki és Los Llanos grófja, üzletember és politikus
- Antonio Cánovas del Castillo (1828–1897), Alfonso miniszterelnöke XII
- Manuel Domingo Larios (1836–1895), Larios márki, üzletember és arisztokrata
- José Denis Belgrano (1844–1917), festő
- José Moreno Carbonero (1858–1942), festő
- Pablo Picasso (1881–1973), művész
- José Moreno Villa (1887–1955), festő és író
- María Dávila (1990–), festő
- Bernardo Giner de los Ríos (1888–1970), építész és politikus
- Victoria Kent (1898–1987), ügyvéd és politikus
- Luis Bolín (1894–1969), ügyvéd és újságíró
- Emilio Prados (1899–1962), költő
- Manuel Altolaguirre (1905–1959), költő
- Antonio Molina (1928–1992), énekes
- Antonio Luque (1941–), mérnök és fotovoltaikus úttörő
- Juan Madrid (1943–), író és újságíró
- Pepe Romero (1944–), klasszikus és flamenco gitáros
- Marisol vagy Pepa Flores (1948–), énekes és színésznő
- Amparo Muñoz (1954–2011), Miss Universe Spain, 1974, Miss Universe 1974
- Jorge Rando (1941–), művész
- Antonio Banderas (1960–), színész
- Miguel Ángel Jiménez (1964–), profi golfozó
- Carlos Álvarez (1966–), bariton
- Fernando Hierro (1968–), labdarúgó
- Antonio de la Torre (1968–), színész
- María del Mar Rodríguez Carnero, La Mari (1975–), énekes
- Juan García Postigo (1981–), Mister World 2007
- Ana López Rodríguez, Anni B Sweet (1987–), énekes
- Pablo Alborán (1989–), énekes
- Joe Atlan (1989–), zenész
- Isco Alarcón (1992–), labdarúgó
- Miguel Herrán (1996–), színész
- Millie Bobby Brown (2004–), színésznő
- Miguel de Miguel (1975–), színész
- Mabel McVey (1996-), énekes

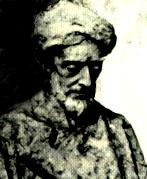
Ibn Gabirol
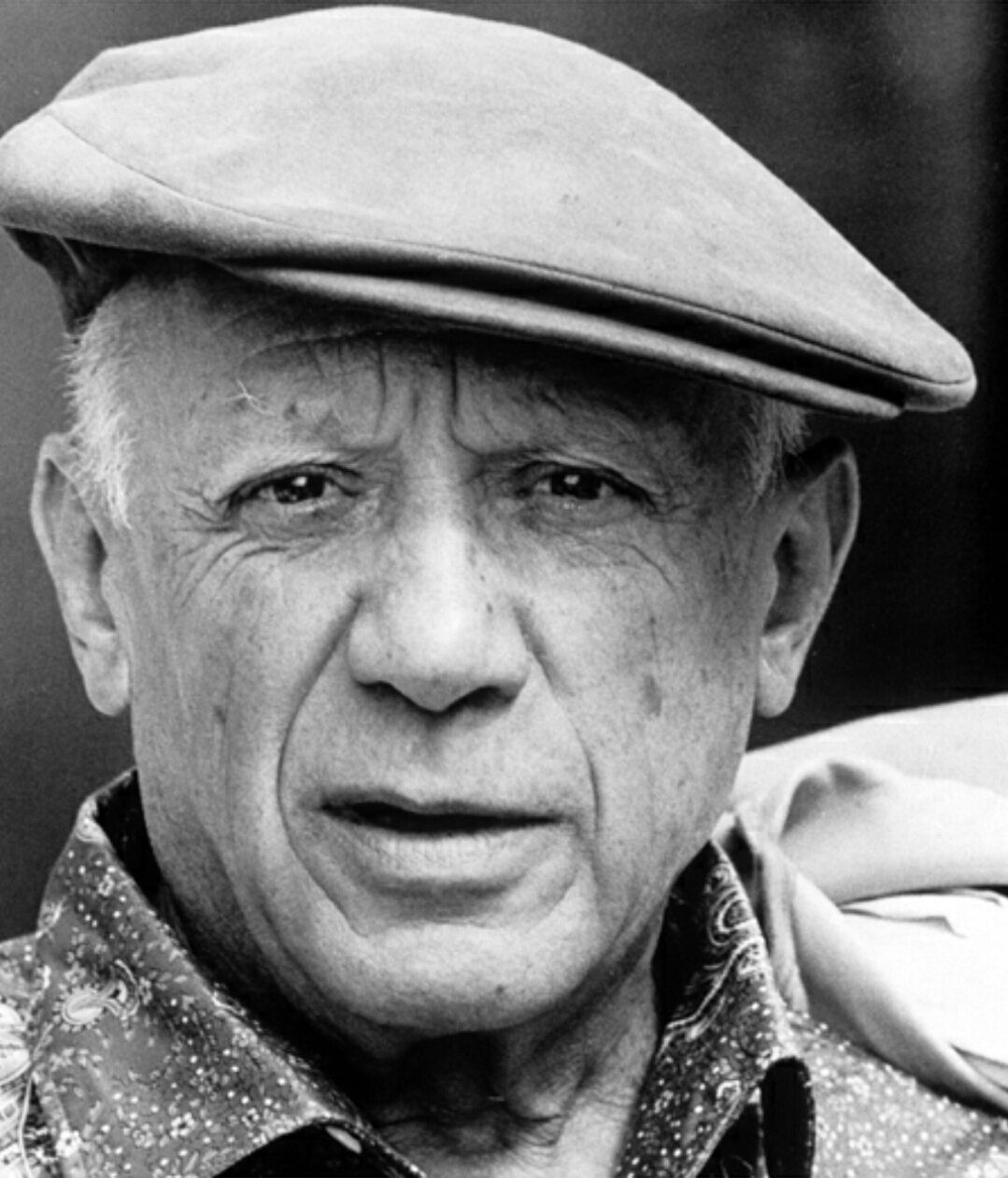
Pablo Picasso
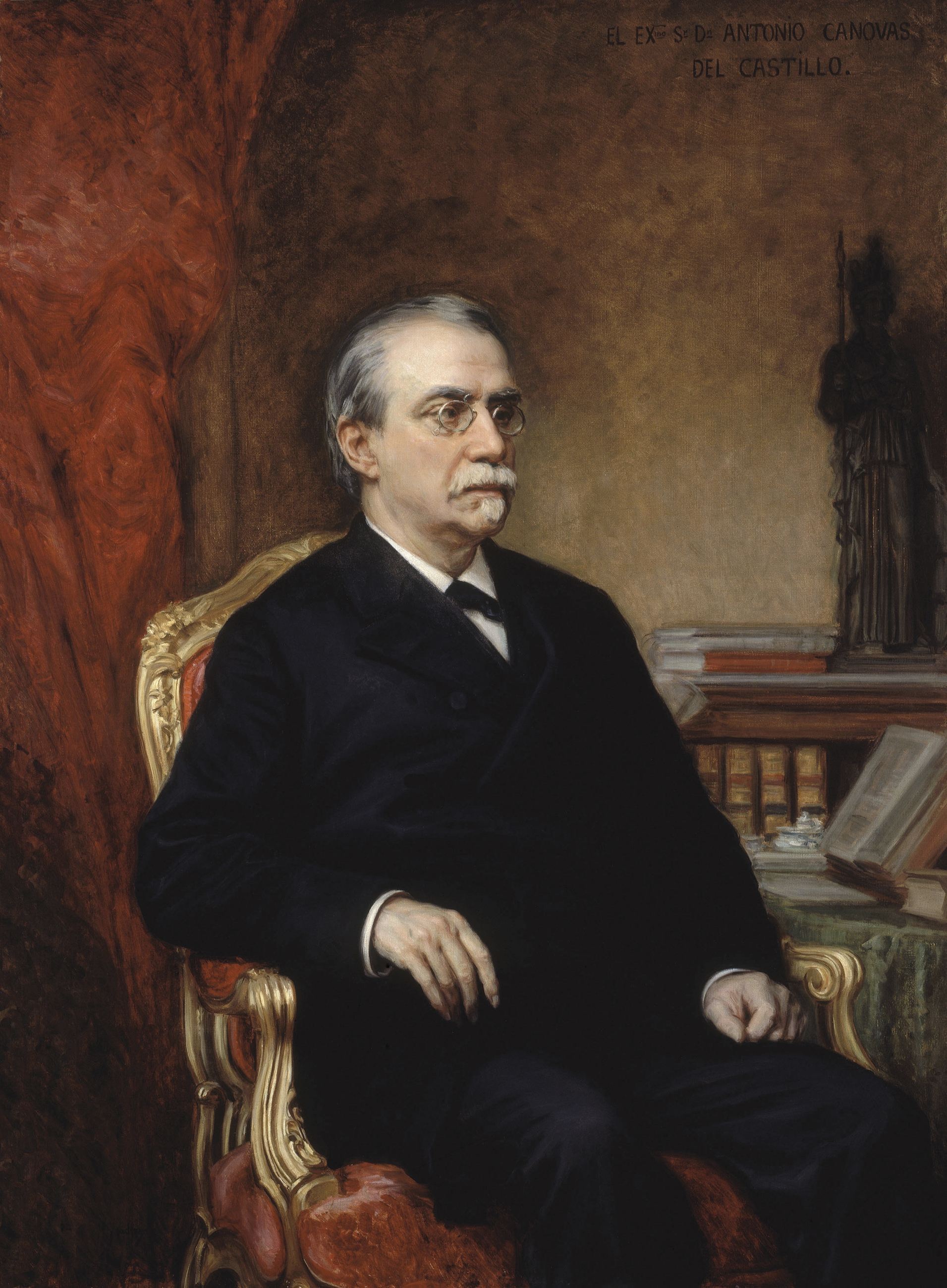
Cánovas del Castillo
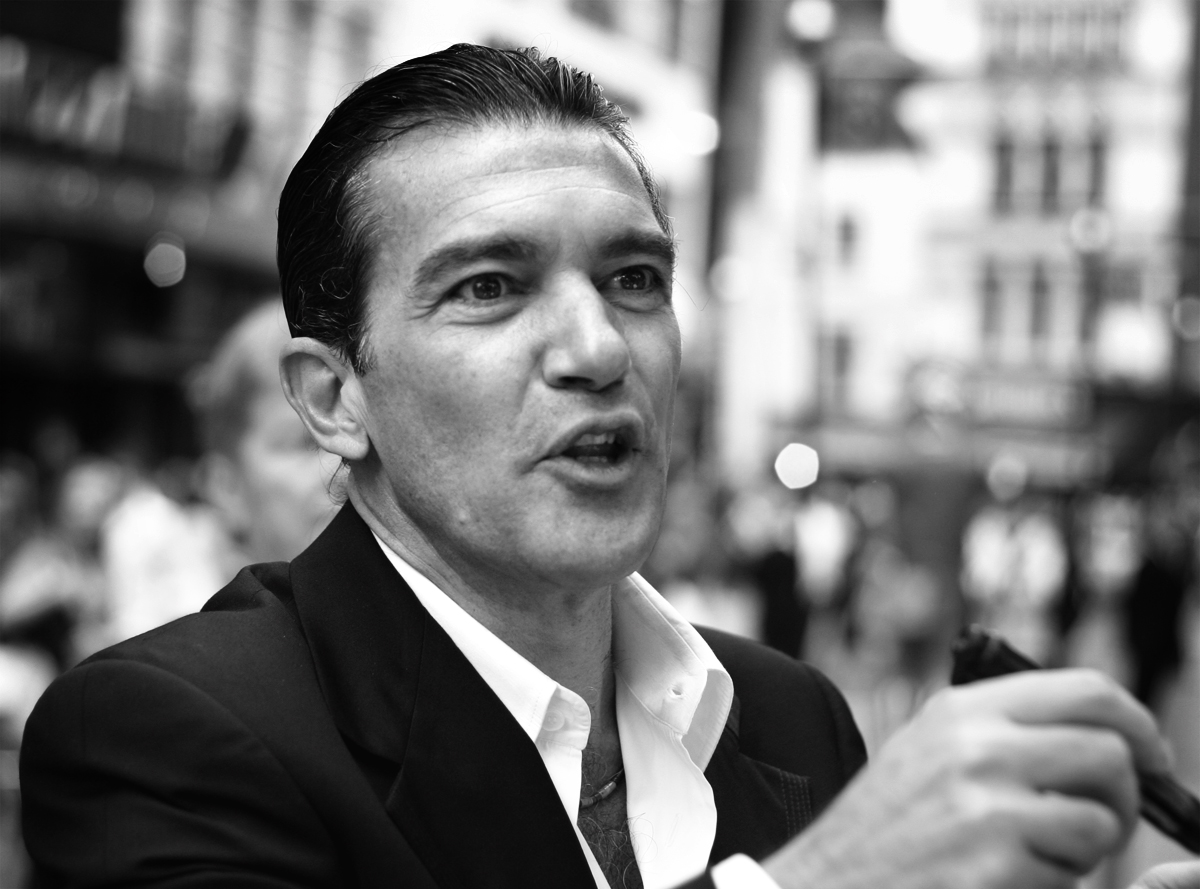
Antonio Banderas
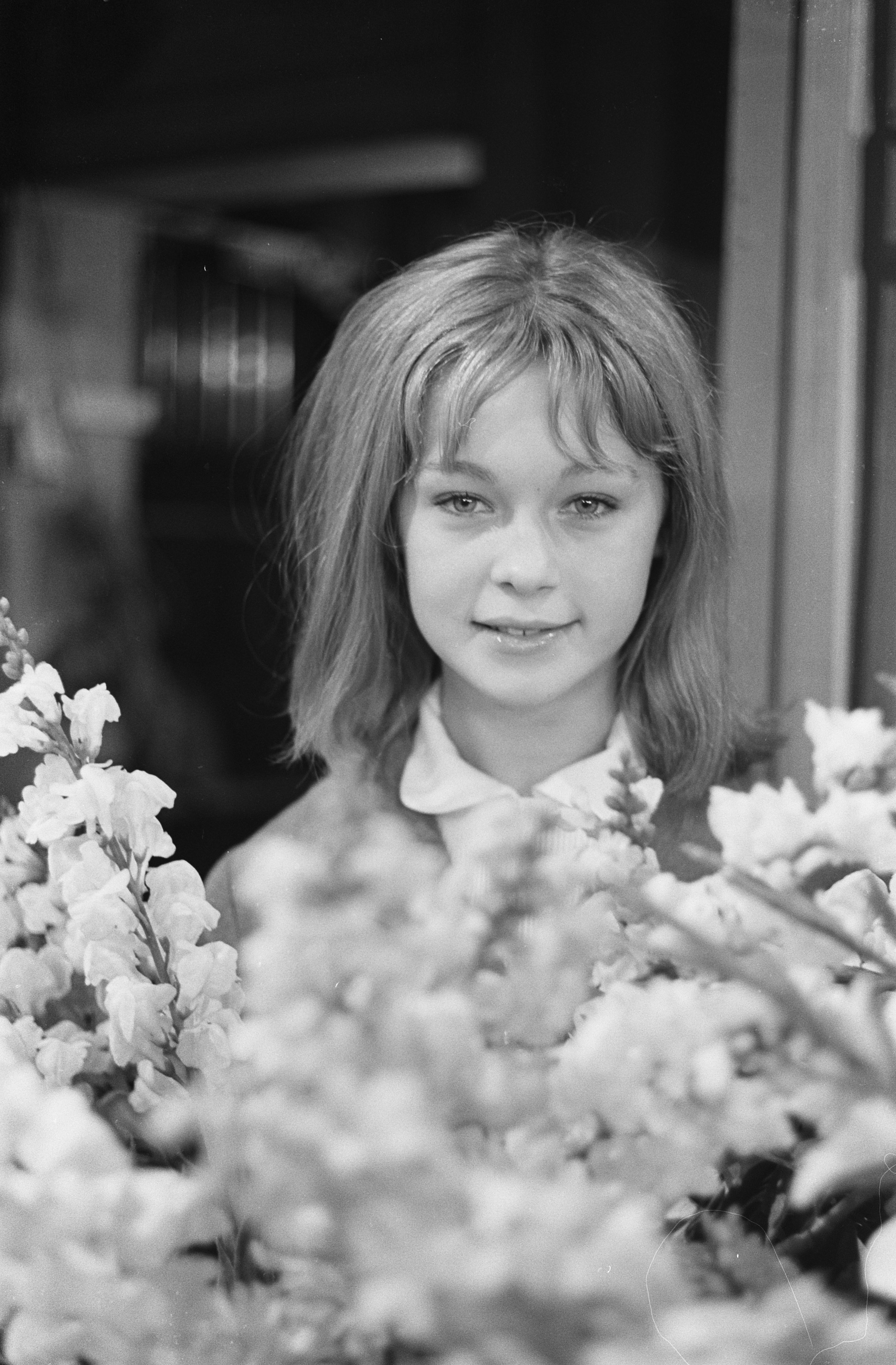
Pepa Flores